# Подрезов, Василий Николаевич
Василий Николаевич Подрезов (1925 — 27 января 1943) — юный герой Великой Отечественной войны, подпольщик, погиб в бою при освобождении станицы Алексее-Тенгинской в январе 1943 года.

## Биография
Родился в 1925 году в станице Алексее-Тенгинская Тбилисского района Северо-Кавказского края. Отец - Николай Парфилович, строитель в местном колхозе, мать - Мария Александровна Подрезова, заведующая детским садом. В многодетной семье Василий был старшим ребёнком, у него ещё были две младшие сестры. В 1933 году стал обучаться в первом классе местной четырехлетней школы. В 1934 году был принят в пионеры. Затем подросток учился в школе № 16 станицы Геймановской. В 14 лет школьник стал членом комсомольской организации. Вскоре ему доверили пост секретаря школьной комсомольской организации.
В начале Великой Отечественной войны, Василию было шестнадцать лет. Юноша несколько раз пытался уйти на фронт, но в военкомате ему отказывали из-за юного возраста. 
Василий принял решение сражаться с врагом в тылу. В 1942 году Северо-Кавказский край был оккупирован немцами. Многие юные герои совершали диверсии в отношении фашистских солдат. Подрезов выводил из строя трактора и другую сельскохозяйственную технику. Тайком снимал с машин детали, которые нечем было заменить. У школьника была винтовка, которую он спрятал дома.
Когда фашисты стали отступать, неподалёку от станицы Алексее-Тенгинской завязался жестокий бой. С немецкими войсками сражались бойцы 875-го полка, к которому примкнул и Василий: он помогал, подносил снаряды. В этом бою погибло 88 советских военнослужащих. В их числе был и семнадцатилетний Василий Подрезов, который подорвался на вражеской мине.
В те дни отец Василия был дома. Он получил тяжёлое ранение под Усть-Лабинском. Он вынес тело юноши с поля боя и перенёс его к своему родственнику, который жил на окраине станицы. Ночью они вдвоём похоронили юного героя на центральном кладбище станицы.

## Память
- В память о юном герое в станице Алексее-Тенгинской названа улица.
- В школьном музее сохранились архивные материалы о герое.